# Смерть Сальвадора Альенде
Президент Чили Сальвадор Альенде погиб 11 сентября 1973 года в ходе государственного переворота при штурме мятежниками президентского дворца «Ла Монеда». Пришедшая к власти хунта объявила, что президент покончил с собой. Эта точка зрения считается официальной. Однако с момента переворота и до настоящего времени она оспаривается рядом экспертов и общественных деятелей из числа сторонников Альенде.

## Предыстория
В декабре 1969 года в ходе предвыборной гонки пять левых и левоцентристских партий образовали коалицию «Народное единство» (позже к коалиции присоединились ещё четыре партии и движения) и выдвинули Сальвадора Альенде своим кандидатом в президенты. 5 сентября стало известно, что Альенде победил по итогу выборов.
24 октября 1970 года Сальвадор Альенде был официально провозглашён новым президентом Чили. Сразу после вступления Альенде в должность президента правительство «Народного единства» столкнулось с экономическим давлением со стороны крупной национальной буржуазии и иностранного капитала: владельцы предприятий массово увольняли работников, был резко сокращен объём поставок заграничной продукции со стороны иностранных компаний, в массовом порядке изымались и переводились за границу банковские вклады, тысячи голов крупного рогатого скота перегонялись через границу в Аргентину. Одновременно усилилась подрывная деятельность ультраправых организаций, прежде всего Родины и свободы.
Новое правительство Альенде начало проводить экономические и социальные преобразования умеренно-социалистического толка. Были национализированы предприятия ряда отраслей промышленности: горной, металлургии и металлообработки, химической и фармацевтической, электротехнической и пищевой, до этого в значительной мере находящиеся под контролем частных корпораций США (причём собственность зарубежных компаний была не конфискована, а выкуплена за сумму, определённую правительством Альенде). Национализированы филиалы иностранных банков, под контроль государства перешла значительная часть внешней торговли.
Также начала проводиться аграрная реформа (крестьянам было передано 3,5 млн га земель латифундистов, на которых было создано свыше 3500 отдельных хозяйств), было развернуто массовое строительство социального жилья. Начата демократизация систем здравоохранения и образования, введены меры социальной защиты бедных слоёв населения и так далее.
Эти меры привели к резкому снижению безработицы (с 8,3 % в 1970 году до 3 % в конце 1972 года) и к выравниванию доходов населения. В то же время реформы вызвали яростное противодействие со стороны крупной и средней буржуазии и в целом привилегированных слоёв населения. Со стороны США в отношении Чили была введена экономическая блокада. Началась подготовка к государственному перевороту при поддержке ЦРУ.
Экономический саботаж  принял массовый характер. В антиправительственных забастовках участвовали до полумиллиона человек. Значительно возросло количество террористических актов и диверсий со стороны ультраправых (в основном эти теракты и диверсии были направлены против объектов инфраструктуры, чтобы создать экономические проблемы, к августу 1973 года суммарный ущерб от террористических актов и диверсий составил 32 % годового национального бюджета Чили). К весне 1973 года страна фактически находилась в состоянии вялотекущей гражданской войны. 29 июня 1973 года произошла неудачная попытка переворота, известная как мятеж «танкетасо», явившаяся «генеральной репетицией» последующего мятежа.
11 сентября 1973 года противостояние правительства Альенде и оппозиционных сил закончилось военным переворотом, в результате которого к власти пришла военная хунта во главе с главнокомандующим вооружёнными силами Чили генералом Аугусто Пиночетом.

## Штурм президентского дворца. Гибель
11 сентября 1973 года в 6:20 утра Альенде узнаёт о начала мятежа. Президент принимает решение немедленно перебраться в президентский дворец Ла Монеда в сопровождении вооружённой охраны — Группы личных друзей. К числу обороняющихся присоединяются сотрудники резиденции, сторонники «Народного единства». Всего численность защитников составила около 40 человек. (Некоторые из защитников Альенде, как Макс Марамбио, участвовали в обороне посольства Кубы.)
В 8:15 мятежники выдвигают ультиматум о сдаче полномочий президентом, в обмен для защитников резиденции обещано предоставить воздушный транспорт для вылета за границу. Альенде отвергает требования. В 9:10 утра радиостанция «Магальянес» передала в эфир последнее обращение президента к чилийскому народу. На заднем плане слышны звуки выстрелов и взрывов. Непосредственно в ходе трансляции обращения радиостанция была подвергнута авиабомбардировке, а затем захвачена мятежниками, сотрудники радиостанции были убиты.
В 9:15 мятежники начинают штурм «Ла Монеды». В штурме задействованы танки, защитникам удалось вывести из строя несколько единиц бронетехники штурмующих, президент лично принимает участие в обороне. Спустя час безуспешных попыток занять здание мятежниками вновь выдвигается ультиматум, звучат угрозы воздушной атаки. Примерно в 12 часов авиация стала наносить удары по дворцу, во дворце начался пожар. В ходе очередного налёта Альенде был ранен в спину осколками стекла. Не прекращалась атака силами пехоты и бронетехники при поддержке артиллерии. В 13:30 штурмующие смогли занять первый этаж дворца. При возведении баррикады на втором этаже президент Альенде получает огнестрельное ранение в живот, но продолжает обороняться. Вскоре он получает очередное пулевое ранение в левую руку. В 14:00 — 14:20 президент скончался от огнестрельных ранений в Зале Независимости. Бой за дворец завершается спустя два часа после гибели Альенде. «Задание выполнено. Монеда взята. Президент мёртв», — отчитался командующий штурмом генерал Хавьер Паласиос.

## Обсуждение самоубийства
Согласно официальной версии хунты, Альенде совершил самоубийство в Зале Независимости из автомата Калашникова. Примерно в 13:50 по местному времени президент приказал защитникам дворца «Ла Монеда» сдаться. Оставшиеся в живых выстроились в линию, президент прошел по этой очереди, с первого этажа вверх по лестнице, пожимая руки и благодаря за поддержку. В конце очереди Альенде повернул в сторону Зала Независимости, расположенного на северо-восточной стороне второго этажа дворца.
В то же время доктор Патрисио Гихон, сотрудник лазарета «Ла Монеда», сам решил вернуться наверх, чтобы забрать свой противогаз. Он услышал шум, что привлекло его внимание в Зале Независимости. Направившись туда, он увидел, что президент совершил самоубийство.
В 2008 году судебно-медицинский эксперт Луис Раванал опубликовал доклад, в котором подробно анализируются результаты вскрытия в ночь на 11 сентября 1973 года в военном госпитале. На основе этого анализа Раванал пришел к выводу, что « Альенде получил попадание снаряда из низкокалиберного оружия, который вошел через лицо рядом с правым глазным яблоком и вышел через заднюю теменную зону. Через несколько мгновений после смерти, чтобы имитировать самоубийство, ему выстрелили под подбородок». Также он утверждает, что если бы Альенде, находясь в сидячем положении, выстрелил из автомата Калашникова под челюсть, кровь должна была бы стекать по шее. На фотографии тела Альенде, которую распространили военные «на всем жилете и шее нет ни капли крови. как это объяснить?».
В 2011 году, ввиду непрекращающейся полемики вокруг гибели президента, была проведена эксгумация тела президента. Судебно-медицинская экспертиза установила, что «Проведённый анализ соответствует медико-правовой классификации смерти, наступившей в результате самоубийства. Результаты исследования, проведенного на этот раз многопрофильной группой экспертов, не обнаруживают несоответствий с данными, полученными после вскрытия, произведенного на свежем трупе 12 сентября 1973 г.», а также «факты, касающиеся смерти президента Альенде, подтверждают все признаки самоубийства: пятна [пороха] на руках, положение тела и оружия исключают возможность убийства. Частицы мозговой ткани президента Альенде были обнаружены на гобелене по траектории „снизу вверх“ и по диагонали, что позволяет установить факт самоубийства покойного президента». В итоге, заключение комиссии подтверждает официальную версию хунты 1973 года.